# Omphalocarpum procerum
Espèce
Classification phylogénétique
Synonymes
- Omphalocarpum congolense Pierre ex Engl.[1]
- Omphalocarpum laurentii De Wild.[1]
- Omphalocarpum pierreanum Engl.[1]

Omphalocarpum procerum, appelé arbre à mamelles en français, est une espèce de plantes à fleurs de la famille des Sapotaceae. C'est un arbre qui a été décrit en 1804 par le naturaliste Ambroise Marie François Joseph Palisot de Beauvois.

## Description
C’est un arbre de 25 m de haut, qui peut arriver jusqu'à 30 mètres de hauteur et 40 cm de diamètre.

## Habitat
Cet arbre est répandu dans les sites humides au Cameroun, au Gabon, en Guinée équatoriale, en république du Congo, au Ghana et au Niger.

## Usages
Ses fruits sont servis comme nourriture et sont souvent consommés par les éléphants. Son écorce est utilisée comme médicaments analgésiques, de guérison, contre les troubles pulmonaires et les troubles de l'estomac et durant les périodes de lactation chez les femmes. Ses graines sont utilisées dans la menuiserie, dans la fabrication d’articles domestiques, d’instruments de musiques et de jouets. Les plantes du genre omphalocarpum sont préparées à des fins diverses pour traiter les maux de tête, la constipation, la fièvre, la toux et les rhumatismes.